# Резня на музыкальном фестивале Psyduck
Резня на музыкальном фестивале Psyduck, небольшой рейв-вечеринке в стиле транс, которая проходила на открытых полях между кибуцами Нир-Оз и Нирим, примерно в 2 километрах от границы с сектором Газа, была осуществлена террористами ХАМАСа, 7 октября 2023 года, в субботу, на праздник Симхат Тора во время вторжения в Израиль. На фестивале были убиты 17 молодых людей.
В тот же день хамасовцы устроили массовые убийства на музыкальном фестивале в Реиме, а также в близлежащих населённых пунктах, убив ещё сотни израильских мирных жителей в таких местах, как Нетив-ха-Асара, Беэри, Кфар-Аза и Холит.

## Собрание
В течение пяти лет музыкальные вечеринки Psyduck проводились раз в два месяца, при этом место проведения вечеринки держалось в секрете. Во многих случаях даже большинство организаторов не знали, где будет проходить вечеринка, до самого начала мероприятия. Местом проведения в 2023 году стал пасторальный вади между Нир-Озом и Ниримом, выбранный одним из организаторов, Моше Амзалегом из Тифры в региональном совете Эшколь. Вечеринка была организована как тайное собрание, финансируемое участниками, без разрешения полиции и не разглашаемое властям.
В мероприятии приняли участие около 100 человек, что значительно меньше, чем на известном фестивале «Нова» под Реимом.

## Резня ХАМАСа
Вечеринка началась 6 октября около полуночи. Ранним утром 7 октября, когда люди танцевали под музыку, начался ракетный обстрел. Завсегдатаи вечеринки быстро поняли, что это не обычный обстрел. По свидетельствам выживших, моторизованный параплан ХАМАСа пролетел рядом с местом проведения вечеринки, но не напал на них. После этого террористы прибыли на место происшествия пешком и на автотранспорте из сектора Газа. Поскольку стрельба усилилась, некоторые участники фестиваля решили бежать, а другие продолжали прятаться до прибытия через несколько часов Армии обороны Израиля.
Некоторые из тех, кто решил бежать, столкнулись с террористами ХАМАСа и были убиты при попытке к бегству на дорогах, в убежищах или в близлежащих кибуцах, Нириме, Нир-Озе и Кисуфиме. Всего погибли семнадцать участников фестиваля.

## Последствия
Институт национального страхования Израиля официально признаёт физические и психические травмы людей, переживших фестиваль Psyduck. Пострадавшие могут подать иски о признании жертвой производственной аварии, а также иск о признании жертвой враждебных действий. Они имеют право на широкий спектр льгот, включая финансовую помощь, медицинскую и психологическую поддержку, а также компенсацию за любую утрату или повреждение имущества.
Члены семей жертв двух фестивалей собрались, чтобы создать Форум Party Flowers, чтобы потребовать немедленного создания нейтрального комитета для расследования любой потенциальной халатности, приведшей к нападениям 7 октября.

### Память
7 ноября 2023 года по всему Израилю был объявлен «День гражданского траура».